# Kuželj (Chorwacja)
Kuželj – wieś w Chorwacji, w żupanii primorsko-gorskiej, w mieście Delnice. W 2011 roku liczyła 52 mieszkańców.